# Anthony Perkins
Ne doit pas être confondu avec Anthony Hopkins.
Pour les articles homonymes, voir Perkins.
Anthony Perkins, né le 4 avril 1932 à New York et mort le 12 septembre 1992 à Los Angeles, est un acteur, réalisateur et chanteur américain.
Il est notamment connu pour son interprétation de Norman Bates, le personnage principal du film Psychose d'Alfred Hitchcock et de ses suites.

## Biographie

### Origines
Son père, Osgood Perkins, est un comédien de théâtre d'une certaine notoriété à Broadway. Celui-ci meurt en 1937, alors qu'Anthony Perkins n'a que cinq ans.

### Débuts
À la fin de son adolescence, il suit les traces de son père, se retrouvant à Broadway. Son expérience théâtrale du début des années 1950 se soldant par un bilan mitigé, il débute au cinéma en 1953, jouant dans The Actress de George Cukor.
Les années 1950 lui offrent surtout des rôles de jeunes premiers nerveux tantôt idiots, exaspérants, égoïstes, profondément naïfs ou encore inexpérimentés. Il tournera, au cours de cette même décennie, pour des réalisateurs de talent, la référence restant son incarnation de Joseph dans Barrage contre le Pacifique de René Clément d'après le roman de Marguerite Duras en 1958.
Ensuite, il joue souvent dans des films mineurs comme les westerns Jicop le proscrit de Henry Levin et Du sang dans le désert d'Anthony Mann en 1957, à l'exception de La Loi du Seigneur de William Wyler, Palme d'or au Festival de Cannes en 1957 et dans lequel il tourne aux côtés de Gary Cooper et Dorothy McGuire. En 1959, il partage l'affiche du Dernier Rivage film de science-fiction ambitieux de Stanley Kramer avec Fred Astaire, Gregory Peck et Ava Gardner.

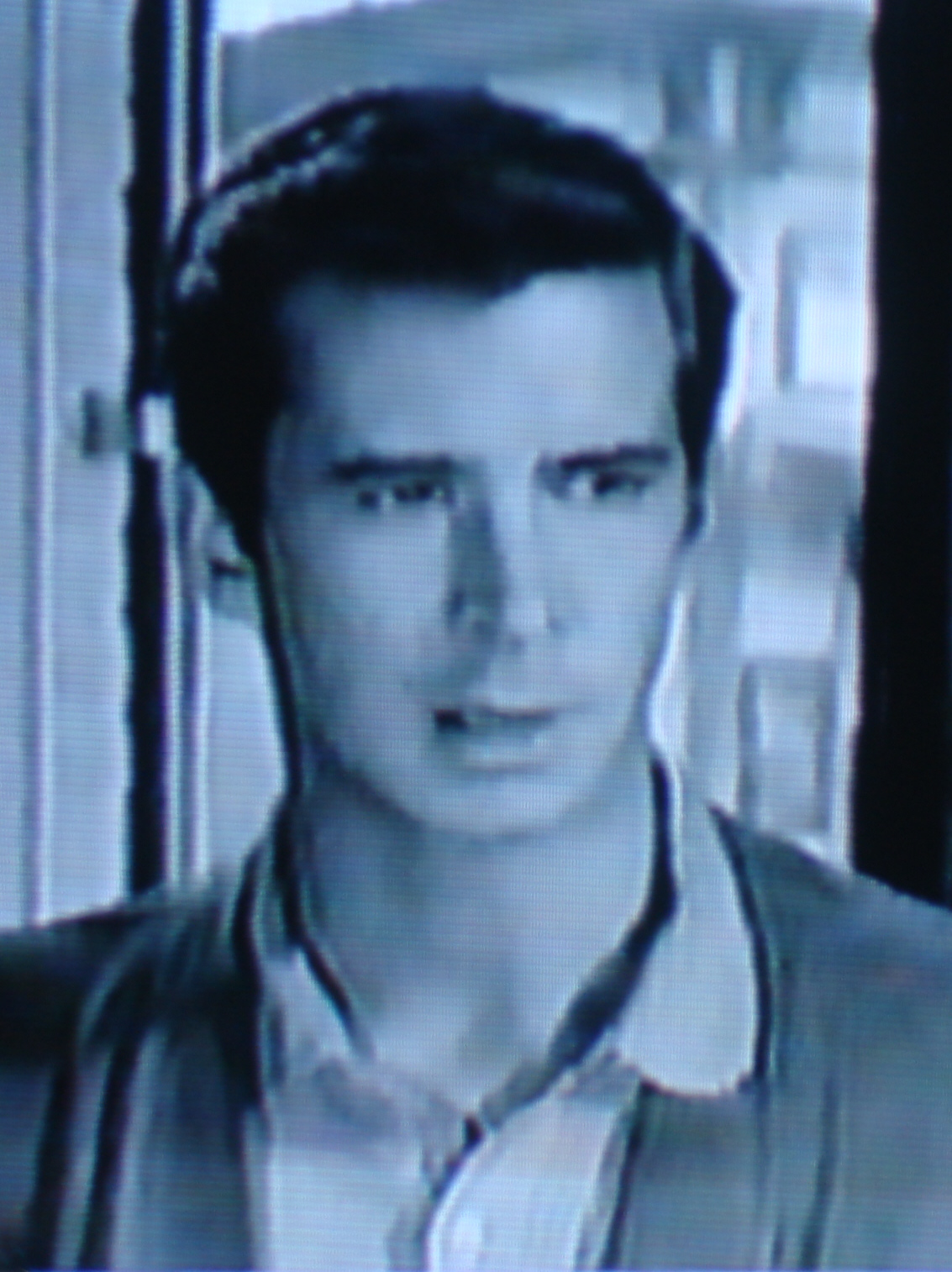
Anthony Perkins dans Du sang dans le désert (1957).

Parallèlement à sa carrière d'acteur, vers le milieu des années 1950, Anthony Perkins commence à enregistrer ses premiers disques. Il grave ainsi plusieurs microsillons tendance jazzy et enregistre également quelques 45 tours en français, notamment sa version d’Il n'y a plus d'après de Guy Béart (1961).

### Succès dePsychose
En 1960, Alfred Hitchcock lui confie le rôle de Norman Bates dans Psychose, son seul film « d'horreur », tourné en noir et blanc, avec également Janet Leigh, Vera Miles, John Gavin et Martin Balsam. L'interprétation de Perkins fascine, le film est un triomphe. La carrière de Perkins bascule et sa notoriété devient internationale.

### Suite de sa carrière
L'année suivante, il joue dans le film d'Anatole Litvak, Aimez-vous Brahms ?, qui lui vaut le prix d'interprétation à Cannes, et Phaedra de Jules Dassin, où il incarne Hippolyte face à Mélina Mercouri-Phèdre.
En 1962, Anthony Perkins est choisi par Orson Welles pour jouer Joseph K. dans son adaptation du Procès de Kafka : ce sera son deuxième et dernier grand rôle. Le Procès sera l'un des films de la période européenne de Perkins, au cours de laquelle il tournera aussi avec Claude Chabrol dans Le Scandale (1967) et La Décade prodigieuse, où Perkins retrouve Welles qui fait l'acteur.
Malgré sa vie privée, Perkins entretient une image de séducteur hétérosexuel à l'écran, auprès de Jane Fonda, Brigitte Bardot, Sophia Loren, Ingrid Bergman, Shirley MacLaine ou Audrey Hepburn.
Après 1962, peu de films de l'acteur restent des références. Ses films les plus notables sont Paris brûle-t-il ? (René Clément, 1966), Le Glaive et la Balance (André Cayatte, 1963), Juge et Hors-la-loi (John Huston, 1973), Le Crime de l'Orient-Express (Sidney Lumet, 1974), mais dans ces trois films, il se contente d'un petit rôle au milieu d'autres stars. Il joue également dans un film de science-fiction des productions Walt Disney, Le Trou noir, où il incarne le docteur Alex, et dans Les Loups de haute mer, d'Andrew Mac Laglen (1980), dans lequel il incarne un terroriste. On relève aussi son rôle de psychiatre manipulateur, tourné en Europe avec Charles Bronson et sa femme Jill Ireland, dans Quelqu'un derrière la porte (Nicolas Gessner, 1971).
En 1983, il reprend le rôle de Norman Bates dans Psychose 2, réalisé par Richard Franklin. En 1985, il lui est demandé de prendre en charge la réalisation de Psychose 3, mais Perkins n'est pas réalisateur et sa motivation est limitée : le film est un échec critique et commercial. Il en réalise un dernier, Le Dindon de la farce, en 1988. Il reprend une dernière fois son rôle phare, en 1990, en tant qu'interprète, dans Psychose 4, cette fois adapté pour le marché de la vidéo/TV.

### Maladie et mort

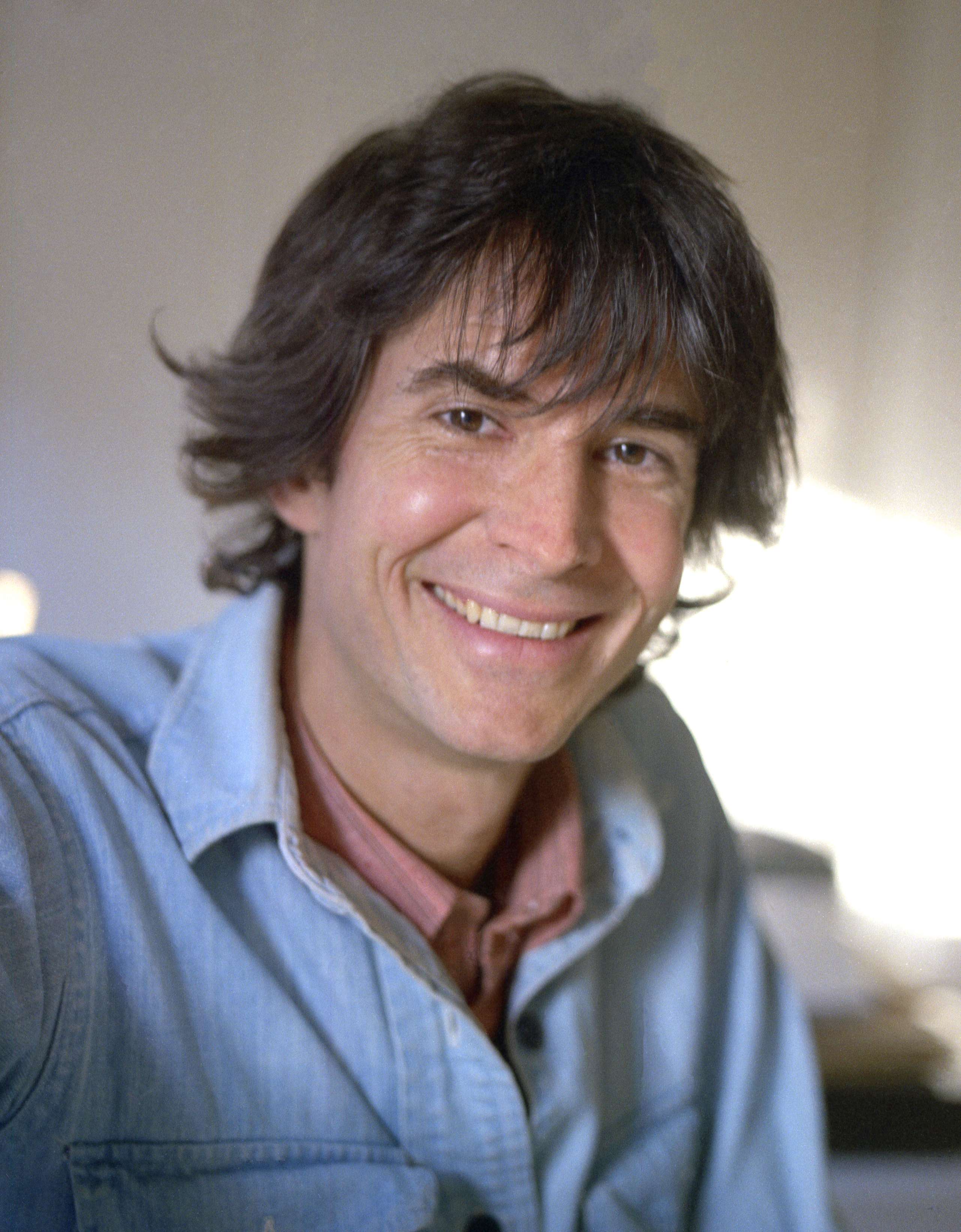
Anthony Perkins en 1975.

Sur le tournage de Psychose 4, il apprend qu’il est atteint du Sida. Il fait preuve d'une totale discrétion au sujet de sa maladie et certains de ses proches n'en apprendront l'existence que peu de temps avant sa mort.
Il meurt des suites d'une pneumonie le 12 septembre 1992. L'urne contenant ses cendres se trouve au cimetière de Hollywood.

### Vie privée
Bisexuel, Perkins entretient d’abord exclusivement des relations avec des hommes, comme les acteurs Tab Hunter et Rock Hudson, les danseurs Rudolf Noureev et Grover Dale, le parolier Patrick Loiseau.
Il aurait eu sa première relation hétérosexuelle en 1971, avec l'actrice Victoria Principal, sur le tournage de Juges et hors-la-loi. Il se marie ensuite, en 1973, avec la photographe Berry Berenson. Le couple a deux fils : Osgood (né en 1974) et Elvis (né en 1976).
Neuf ans après son mari, Berry Berenson, alors passagère du vol 11 American Airlines, décède lors des attentats du 11 septembre 2001.

### Postérité
Comme durant son vivant, Anthony Perkins reste identifié à son rôle de Norman Bates.
En 2012, il est incarné par l'acteur James D'Arcy dans le film Hitchcock, réalisé par Sacha Gervasi, aux côtés d'Anthony Hopkins et Helen Mirren.
En 2018, J. J. Abrams et Zachary Quinto annoncent la production d'un long métrage — distribué par Paramount — sur l'histoire d'amour secrète entre Anthony Perkins et l’acteur Tab Hunter.

## Filmographie

### Cinéma

#### Années 1950
- 1953 : The Actress de George Cukor : Fred Whitmarsh
- 1956 : La Loi du Seigneur (Friendly Persuasion) de William Wyler : Josh Birdwell
- 1957 : Jicop le proscrit (The Lonely man) de Henry Levin : Riley Wade
- 1957 : Prisonnier de la peur (Fear Strikes Out) de Robert Mulligan : Jimmy Piersall adulte
- 1957 : Du sang dans le désert (The Tin Star) d'Anthony Mann : le shérif Ben Owens
- 1958 : Désir sous les ormes (Desire Under the Elms) de Delbert Mann : Eben Cabot
- 1958 : Barrage contre le Pacifique (This Angry Age) de René Clément : Joseph Dufresne
- 1958 : La Meneuse de jeu (The Matchmaker) de Joseph Anthony : Cornelius Hackl
- 1959 : Vertes Demeures (Green Mansions) de Mel Ferrer : Abel
- 1959 : Le Dernier Rivage (On the Beach) de Stanley Kramer : Peter Holmes

#### Années 1960

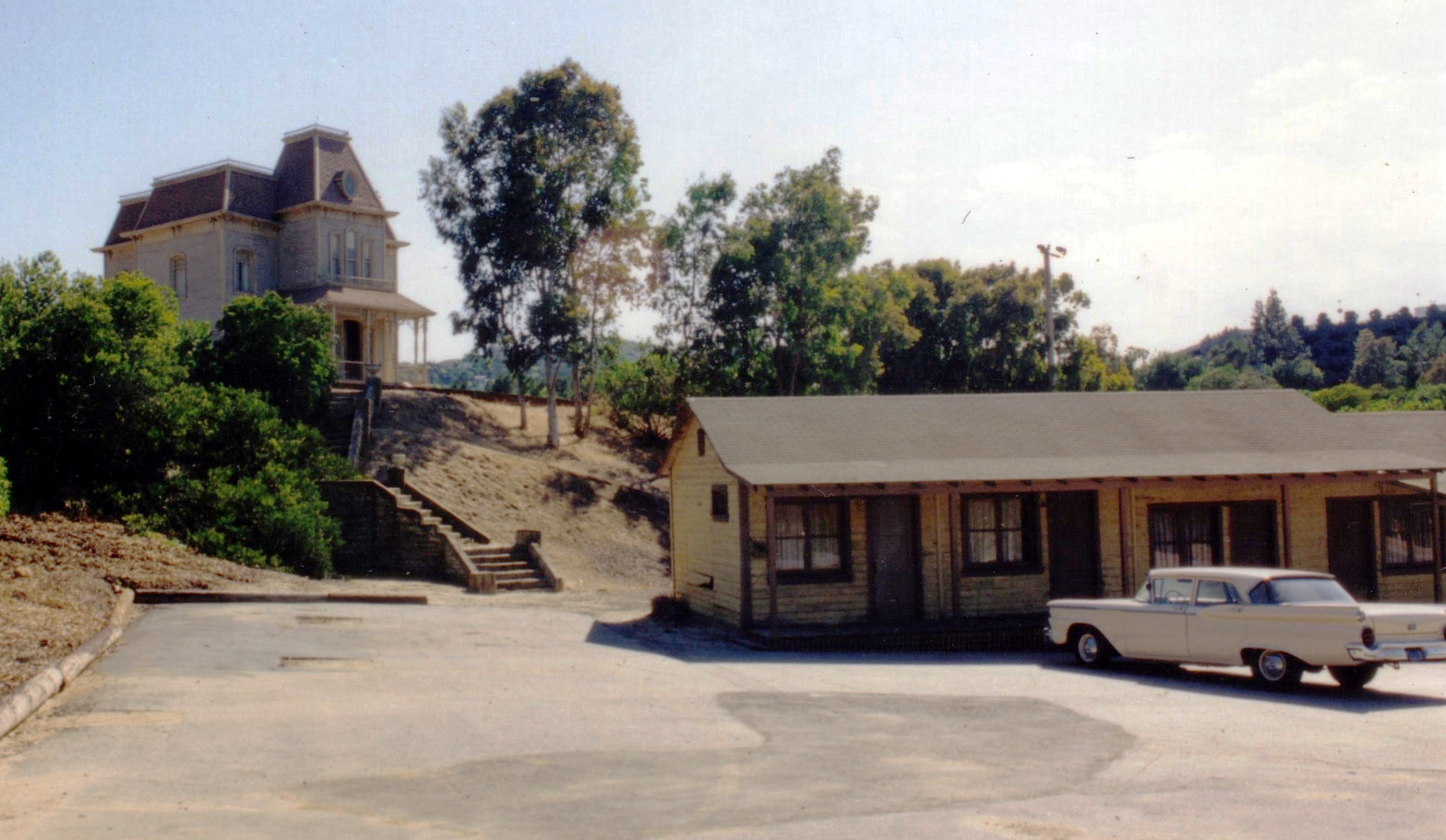
L'hôtel des Bates, aux Studios Universal, lieu de tournage de la scène principale de Psychose (1960).

- 1960 : La Tête à l'envers (Tall Story) de Joshua Logan : Ray Blent
- 1960 : Psychose (Psycho) d'Alfred Hitchcock : Norman Bates
- 1961 : Aimez-vous Brahms… (Goodbye Again) d'Anatole Litvak : Philip Van der Besh
- 1962 : Phaedra de Jules Dassin : Alexis
- 1962 : Le Couteau dans la plaie (Il Coltello nella piaga) d'Anatole Litvak : Robert Macklin
- 1962 : Le Procès (The Trial) d'Orson Welles : Joseph K.
- 1963 : Le Glaive et la Balance d'André Cayatte : Johnny Parsons
- 1964 : Une ravissante idiote d'Édouard Molinaro : Harry Compton / Nicholas Maukouline
- 1965 : The Fool Killer (en) de Servando González (en) : Milo Bogardus
- 1966 : Paris brûle-t-il ? de René Clément : le sergent Warren
- 1967 : Le Scandale de Claude Chabrol : Christopher Belling
- 1968 : Les Pervertis (Pretty Poison) de Noel Black : Dennis Pitt

#### Années 1970
- 1970 : Catch 22 de Mike Nichols : Chaplain Capt. A.T. Tappman
- 1970 : WUSA de Stuart Rosenberg : Rainey
- 1971 : La Décade prodigieuse de Claude Chabrol : Charles van Horn
- 1971 : Quelqu'un derrière la porte de Nicolas Gessner : Laurence Jeffries
- 1972 : Juge et Hors-la-loi (The Life and Times of Judge Roy Bean) de John Huston : Révérend LaSalle
- 1972 : Play It As It Lays de Frank Perry : B.Z.
- 1974 : Le Crime de l'Orient-Express (Murder on the Orient Express) de Sidney Lumet : Hector McQueen
- 1974 : Lovin' Molly de Sidney Lumet : Gid
- 1975 : Mahogany de Berry Gordy : Sean McAboy
- 1978 : Tu ne m'oublieras pas (Remember My Name) d'Alan Rudolph : Neil Curry
- 1979 : Les Loups de haute mer (North Sea Hijack) d'Andrew V. McLaglen : Lou Kramer
- 1979 : Le Trou noir (The Black Hole) de Gary Nelson : le docteur Alex Durant
- 1979 : Qui a tué le président ? (Winter Kills) de William Richert : John Cerruti
- 1979 : Un homme, deux femmes (Twice a Woman) de George Sluizer : Alfred Boeken

#### Années 1980
- 1980 : Double Negative (Deadly Companion) de George Bloomfield (de) : Lawrence Miles
- 1983 : Psychose 2 de Richard Franklin : Norman Bates
- 1984 : Les Jours et les Nuits de China Blue (Crimes of Passion) de Ken Russell : Peter Shayne
- 1985 : Psychose 3 d'Anthony Perkins : Norman Bates
- 1988 : Destroyer (L'Ombre de la mort) de Robert Kirk
- 1989 : Docteur Jekyll et M. Hyde (Edge of Sanity) de Gérard Kikoïne : le docteur Henry Jekyll / Jack Hyde « l’éventreur »

#### Années 1990
- 1991 : L'Homme d'à côté (Der Mann Nebenan) de Petra Haffter : Arthur Johnson

### Télévision
- 1978 : Les Misérables (Les Miserables) de Glenn Jordan (téléfilm) : inspecteur Javert
- 1990 : Psychose 4 (Psycho IV: The Beginning), téléfilm de Mick Garris (téléfilm) : Norman Bates
- 1992 : L'Assassin au fond des bois de Charles Cornell

## Distinctions

### Nominations
- 14e cérémonie des Golden Globes 1957 : Golden Globe de la révélation masculine de l'année dans un drame romantique pour La Loi du Seigneur (Friendly Persuasion) (1956^).
- 29e cérémonie des Oscars 1957 : Meilleur acteur dans un second rôle dans un drame romantique pour La Loi du Seigneur (Friendly Persuasion) (1956^).
- 1961 : Bambi Awards du meilleur acteur dans un thriller horrifique pour Psychose (Psycho) (1960).
- 1962 : Bambi Awards du meilleur acteur dans une comédie dramatique pour Aimez-vous Brahms… (Goodbye Again) (1961).
- 14e cérémonie des Saturn Awards 1987 : Meilleur acteur dans un thriller horrifique pour Psychose 3 (1985).

### Récompenses
- Festival de Cannes 1961 : Prix d'interprétation masculine dans une comédie dramatique pour Aimez-vous Brahms… (Goodbye Again) (1961).
- David di Donatello Awards 1962 : Meilleur acteur dans une comédie dramatique pour Aimez-vous Brahms… (Goodbye Again) (1961).
- 1974 : Prix Edgar-Allan-Poe du meilleur film pour Les Invitations dangereuses (The Last of Sheila) (1973).
- Festival international du film de Saint-Sébastien 1991 : Lauréat du Prix Donostia pour l'ensemble de sa carrière.
- Online Film & Television Association Awards 2016 : Lauréat du Prix OFTA Film Hall of Fame pour l'ensemble de sa carrière.

## Discographie

### Compilation année 1957
- Compilation de son album Epic Records LN 3394 (titres 1 à 12) + singles Epic - Réédition en 2003, 1 CD Collectors’ Choice Music/Sony Music A 61320/CCM-349-2 - Track listing :

1. April Fool, paroles et musique de Davis
2. Just Friends, paroles et musique de Lewis et Klenner
3. Hit the Road to Dreamland, paroles de Johnny Mercer et musique de Harold Arlen
4. This Time the Dream’s on Me, paroles de Johnny Mercer et musique de Harold Arlen
5. How Long Has This Been Going On, paroles d’Ira Gershwin et musique de George Gershwin
6. But Beautiful, paroles de Johnny Burke et musique de Jimmy Van Heusen
7. Why Shouldn’t I, paroles et musique de Cole Porter
8. I Wish I Knew, paroles de Mack Gordon et musique de Harry Warren
9. Accidents Will Happen, paroles de Johnny Burke et musique de Jimmy Van Heusen
10. Gone with the Wind, paroles de Herb Magidson et musique d’Allie Wrubel
11. Better Luck Next Time, paroles et musique d’Irving Berlin
12. How About You, paroles et musique de Freed et Lane
13. A Little Love Can Go a Long, Long Way, paroles de Paul Francis Webster et musique de Sammy Fain
14. If You’ll Be Mine, paroles et musique de Martin
15. If You Were the Only Girl, paroles de Grey et musique de Nat Ayer (version inédite)
16. Fool in Love, paroles et musique de Randazzo et Falco
17. Melody for Lovers, paroles et musique de Robert Blackwell
18. If You Were the Only Girl, paroles de Grey et musique de Nat Ayer
19. Friendly Persuation (Three I love), paroles de Paul Francis Webster et musique de Dimitri Tiomkin, du film La Loi du Seigneur (Friendly Persuasion) de William Wyler

### Albums
- On A Rainy Afternoon, avec l’orchestre de John Mehegan (1958), réédition en 1996, 1 CD RCA/BMG 74321421232 - Track listing :

1. The World is Your Balloon, paroles de E. Y. « Yip » Harburg et musique de Sammy Fain
2. I Remember You, paroles de Johnny Mercer et musique de Victor Schertzuger
3. Why Was I Born, paroles d’Oscar Hammerstein et musique de Jerome Kern
4. Miss Otis Regrets, paroles et musique de Cole Porter
5. I’ve Got Sand In My Shoes, paroles d’Arthur Swanstrom et musique de Louis Alter
6. Long Ago And Far Away, paroles d’Ira Gershwin et musique de Jerome Kern
7. You’d Be So Nice To Come Home To, paroles et musique de Cole Porter
8. Have You Met Miss Jones?, paroles de Lorenz Hart et musique de Richard Rodgers
9. You Came Along, paroles de John Green et musique d’Edward Heyman
10. It Could Happen To You, paroles de Johnny Burke et musique de Jimmy Van Heusen
11. Darn That Dream, paroles d’Edgar DeLange et musique de Jimmy Van Heusen
12. Back In Your Own Back Yard, paroles de Billy Rose et Al Jolson et musique de Dave Dreyer

- From My Heart, avec l’orchestre d’Urbie Green, arrangements d’Al Cohn (1958), réédition en 1996, 1 CD RCA/BMG 74321453782 - Track listing :

1. The Kentuckian Song, paroles et musique d’Irving Gordon
2. The Careless Years, paroles et musique de Joe Lubin
3. Taking A Chance On Love, paroles et musique de Duke, Fette et Latouche
4. Saddle The Wind, paroles de Ray Evans et musique de Jay Livingston
5. The More I See You, paroles de Mack Gordon et musique de Harry Warren
6. Too Marvelous For Words, paroles de Johnny Mercer et musique de Richard A. Whiting
7. Ole Buttermilk Sky, paroles de Jack Brooks et musique de Hoagy Carmichael
8. Boy On A Dolphin, paroles de Paul Francis Webster et musique de Hugo Friedhofer, du film Ombres sous la mer (Boy on a Dolphin) de Jean Negulesco
9. Swinging On A Star, paroles de Johnny Burke et musique de Jimmy Van Heusen
10. Speak Low, paroles d’Ogden Nash et musique de Kurt Weil
11. You Keep Coming Back Line A Song, paroles et musique d’Irving Berlin
12. This Is My Lucky Day, paroles et musique de Henderson, DeSylvia, Brown

## Voix françaises
| - Michel François (*1929 - 2010) dans : - La Loi du Seigneur - Prisonnier de la peur - Jicop le proscrit - Du sang dans le désert - Désir sous les ormes - Le Dernier Rivage - Psychose - Jean-Pierre Leroux dans : - Le Crime de l'Orient-Express - Le Trou noir - Les Jours et les nuits de China Blue - Psychose 4 (téléfilm) - L'Assassin au fond des bois (téléfilm) - Bernard Tiphaine (*1938 - 2021) dans : - Quelqu'un derrière la porte - Les Loups de haute mer - Psychose 2 - Psychose 3 | - Jean-Claude Brialy (*1933 - 2007) dans : - Aimez-vous Brahms... - Le Couteau dans la plaie et aussi : - Jean-François Calvé (*1925 - 2014) dans Vertes Demeures - Pierre Vaneck (*1931 - 2010) dans Le Procès - Philippe Mareuil (*1926 - 2016) dans Paris brûle-t-il ? - Francis Lax (*1930 - 2013) dans Catch 22 - Edgar Givry dans WUSA (doublé dans les années 1980) - Philippe Nicaud (*1926 - 2009) dans La Décade prodigieuse - Jean Lagache (*1931 - 2018) dans Mahogany - Jean-Pierre Dorat dans Qui a tué le président ? |